# Bomburia femorata
Bomburia femorata är en stekelart som beskrevs av Karl-Johan Hedqvist 1978. Bomburia femorata ingår i släktet Bomburia och familjen puppglanssteklar. Inga underarter finns listade.